# Годовщины свадьбы
Годовщи́на сва́дьбы — отмечаемая ежегодно дата свадьбы, чаще всего имеющая собственное название, обряды и традиции, а также стили.

## Происхождение
Современные обычаи отмечания серебряной и золотой свадьбы впервые задокументированы в средневековых германских государствах. К XVIII веку это уже была устоявшаяся немецкая традиция. Паре, которая празднует 25-летие брака могли подарить серебряный венок, 50-летие золотой. Согласно книге Анны Каммингс Джонсон 1859 года «Крестьянская жизнь в Германии», помимо венка жене, гости на 25-летие брака мужу могли также подарить серебряную пряжку. Немецкий композитор Рихард Вагнер писал в автобиографии, что друзья его жены подарили ей на 25-летие свадьбы в 1861 году серебряный венок, из которого она прислала ему несколько листьев. В XIX веке традиции свадебных годовщин распространяется по всему миру, включая англоязычные страны. В 1811 году лондонская «Литературная панорама» описывала традицию празднования золотой свадьбы как необычный обычай Голландии, чью идею читатели «поймут с трудом».
Тем не менее, традиция постепенно прижилась и появились названия для прочих годовщин, кроме серебряной и золотой. Например, бостонский «Альманах (старого) фермера» 1858 года издания предлагал праздновать сахарную свадьбу через месяц после заключения брака, бумажную свадьбу через год, деревянную через пять, оловянную через 10, серебряную через 25, золотую через 50 и бриллиантовую через 75. Словарь Уэбстера от 1884 году указывал на 7 годовщин: деревянную свадьбу через 5 лет, в оловянную через 10, хрустальную через 15, фарфоровую через 20, серебряную через 25, золотую через 50 и бриллиантовую через 60. К XX веку постепенно устоялся ежегодный список годовщин, который значительно различается по сей день в разных странах.

## Символы годовщин свадьбы в разных странах
| Количество лет | Восточная Европа   | Германия          | Нидерланды | Англия              | США                                               | Франция              | Скандинавские страны |
| -------------- | ------------------ | ----------------- | ---------- | ------------------- | ------------------------------------------------- | -------------------- | -------------------- |
| 1              | Ситец              | Хлопок            | Ситец      | Хлопок              | Бумага (совр. часы)                               | Хлопок               | Хлопок               |
| 2              | Бумага             | Бумага            | Картон     | Бумага              | Хлопок (совр. фарфор)                             | Кожа                 | Бумага               |
| 3              | Кожа               | Кожа              | Кожа       | Кожа                | Кожа (совр. хрусталь, стекло)                     | Пшеница              | Кожа                 |
| 4              | Лён (воск)         | Янтарь            | Шёлк       | Фрукты и цветы      | Полотно (шёлк) (совр. приборы)                    | Цветок               | Воск                 |
| 5              | Дерево             | Дерево            | Лес        | Деревянные изделия  | Дерево (совр. столовое серебро)                   | Дерево               | Дерево               |
| 6              | Чугун              | Сахар             | Гипс       | Сахар               | Железо (совр. изделия из дерева)                  | Шипр                 | Остров               |
| 6,5            | Цинк               | Олово             |            |                     |                                                   |                      |                      |
| 7              | Медь               | Медь              |            | Шерстяная ткань     | Шерсть, медь (совр. настольный письменный прибор) | Шерсть               |                      |
| 8              | Жесть              | Соль              | Бронза     | Соль                | Бронза (совр. полотно, кружево)                   | Мак                  | Мак                  |
| 9              | Фаянс              | Кристалл          | Фаянс      | Медь                | Керамика, фарфор (совр. кожаные изделия)          | Фаянс                | Фаянс                |
| 10             | Олово              | Роза              | Олово      | Олово, алюминий     | Олово, алюминий (совр. алмаз)                     | Олово                | Олово                |
| 11             | Сталь              | Сталь             | Сталь      | Сталь               | Сталь (совр. бижутерия)                           | Коралл               | Цинк                 |
| 12             | Никель             | Никель            | Полотно    | Шёлк и тонкое бельё | Шёлк (совр. жемчуг и цветные драгоценные камни)   | Шёлк                 | Шёлк                 |
| 13             | Ландыш             | Ландыш            | Медь       | Кружева             | Кружева (совр. ткани)                             | Ландыш               | Ландыш               |
| 14             | Агат               | Слоновая кость    | Свинец     | Слоновая кость      | Слоновая кость (совр. золотые украшения)          | Свинец               | Свинец               |
| 15             | Хрусталь           | Стекло (Хрусталь) | Кристалл   | Хрусталь            | Хрусталь (совр. часы)                             | Хрусталь             | Кристалл             |
| 16             | Топаз              | Топаз             | Топаз      |                     | Столовое серебро                                  | Сапфир               | Топаз                |
| 17             | Роза               | Орхидея           | Роза       |                     | Мебель                                            | Роза                 | Роза                 |
| 18             | Бирюза             | Бирюза            | Бирюза     |                     | Фарфор                                            | Бирюза               | Бирюза               |
| 19             | Гранат             | Кретон            | Кретон     |                     | Бронза                                            | Кретон               | Кретон               |
| 20             | Фарфор             | Фарфор            | Фарфор     | Фарфор              | Фарфор (совр. платина)                            | Фарфор               | Фарфор               |
| 21             | Опал               |                   |            |                     | Латунь, никель                                    | Опал                 |                      |
| 22             | Бронза             |                   |            |                     | Медь                                              | Бронза               |                      |
| 23             | Берилл             |                   |            |                     | Серебряная тарелка                                | Берилл               |                      |
| 24             | Атлас              |                   |            |                     | Музыкальные инструменты                           | Атлас                |                      |
| 25             | Серебро            | Серебро           | Серебро    | Серебро             | Серебро (совр. стерлинг (сплав))                  | Серебро              | Серебро              |
| 26             | Нефрит             |                   |            |                     | Оригинальные картины                              | Жад                  |                      |
| 27             | Красное дерево     |                   |            |                     | Скульптура                                        | Красное дерево       |                      |
| 28             | Палладий           | Палладий          | Палладий   | Палладий            | Орхидеи                                           | Никель               | Палладий             |
| 29             | Бархат             |                   |            |                     | Новая мебель                                      | Бархат               |                      |
| 30             | Жемчуг             | Жемчуг            | Жемчуг     | Жемчуг              | Жемчуг (совр. алмаз)                              | Жемчуг               | Жемчуг               |
| 31             | Солнце             |                   |            |                     | Часы                                              | Базан, овечья кожа   |                      |
| 32             |                    |                   |            |                     | Автомобиль                                        | Медь                 |                      |
| 33             | Клубника           | Клубника          | Клубника   | Клубника            | Аметист                                           | Порфир               | Клубника             |
| 34             | Янтарь             |                   |            |                     | Опал                                              | Янтарь               |                      |
| 35             | Коралл             | Лён               | Коралл     | Коралл              | Коралл; нефрит                                    | Рубин                | Коралл               |
| 36             |                    |                   |            |                     | Костяной фарфор                                   | Муслин               |                      |
| 37             | Муслин             |                   |            |                     | Гипс                                              | Бумага               |                      |
| 37,5           | Алюминий           | Алюминий          |            |                     |                                                   |                      |                      |
| 38             | Ртуть              |                   |            |                     | Берилл, турмалин                                  | Ртуть                |                      |
| 39             |                    |                   |            |                     | Кружева                                           | Креп                 |                      |
| 40             | Рубин              | Рубин             | Рубин      | Рубин               | Рубин                                             | Изумруд              | Рубин                |
| 41             | Фосфор             |                   |            |                     | Земля                                             | Железо               |                      |
| 42             | Перламутр          |                   |            |                     | Земля с домом                                     | Перламутр            |                      |
| 43             | Фланель            |                   |            |                     | Путешествие                                       | Фланель              |                      |
| 44             | Топаз (см. 16 лет) |                   |            |                     | Бакалея                                           | Топаз                |                      |
| 45             | Сапфир             | Эдельвейс         | Сапфир     | Сапфир              | Сапфир                                            | Позолоченное серебро | Сапфир               |
| 46             | Лаванда            |                   |            |                     | Оригинальные стихи                                | Лаванда              |                      |
| 47             | Кашемир            |                   |            |                     | Книги                                             | Кашемир              |                      |
| 48             | Аметист            |                   |            |                     | Оптика (телескоп, микроскоп)                      | Аметист              |                      |
| 49             | Кедр               |                   |            |                     | Предметы роскоши                                  | Кедр                 |                      |
| 50             | Золото             | Золото            | Золото     | Золото              | Золото                                            | Золото               | Золото               |
| 55             | Изумруд            | Венера            | Орхидея    | Изумруд             | Изумруд                                           | Орхидея              | Аметист              |
| 60             | Алмаз              | Бриллиант         | Алмаз      | Алмаз               | Алмаз                                             | Алмаз                | Алмаз                |
| 65             | Железо             | Железо            |            | Голубой сапфир      |                                                   | Палисандр            |                      |
| 67,5           | Кремний            |                   |            |                     |                                                   |                      |                      |
| 70             | Благодать          | Камень            | Блеск      | Платина             | Платина                                           | Платина              | Платина              |
| 75             | Корона             | Милость           |            |                     | Алмаз и подобные камни, золото                    | Алебастр             |                      |
| 80             | Дуб                | Дуб               | Дуб        | Дуб                 | Алмаз, жемчуг                                     | Дуб                  | Грецкий орех         |
| 85             | Лунный камень      |                   |            | Вино                | Алмаз, сапфир                                     | Морганит             |                      |
| 90             | Гранит             | Гранит            | Гранит     | Гранит              | Алмаз, изумруд                                    | Гранит               | Гранит               |
| 95             |                    |                   |            |                     | Алмаз, рубин                                      | Баобаб               |                      |
| 100            | Красная платина    | Небо              |            |                     |                                                   | 10-каратный алмаз    | Вода                 |

|  | — одинаковые названия во всех представленных странах. |

Зелёная свадьба — день бракосочетания. Её символ — миртовые листья в свадебном венце.
Ситцевая свадьба — один год совместной жизни. В символике названия ситцевой годовщины свадьбы заключена некоторая двусмысленность. Консервативные источники утверждают, что в течение первого года со дня свадьбы отношения похожи на самую непрочную ткань — ситец. А молодые за 1 год свадьбы только-только узнали друг друга ближе; их отношения ещё весьма непрочны, потому и являются «ситцевыми». Однако задорная народная молва приписывает названию «ситцевая свадьба» несколько иное значение, куда проще разъясняя смысл ситцевой и марлевой годовщин. В народе вполне резонно полагали, что первый год совместной жизни примечателен чрезвычайно активными действиями новобрачных в постели, что, собственно, и ведёт к износу ситцевого постельного белья до состояния марли. Молодожёны дарят в этот день друг другу ситцевые платочки. Иногда она называется хлопчатобумажной. Называется она так потому, что жизнь молодожёнов уже вошла в будничную колею.
Также в этот день выпивают одну бутылку шампанского, оставленную специально со свадьбы. На празднование ситцевой свадьбы обязательно приглашаются свидетели и лучшие друзья, а также родители.
Бумажная свадьба — двухлетняя годовщина. Обычно дарят альбомы, записные книжки, книги по искусству.
Кожаная свадьба — 3 года совместной жизни.
Льняная свадьба — отмечается через четыре года.
Деревянная свадьба — отмечается пятилетие семейной жизни. В этот день обычно дарят различные деревянные вещи.
Чугунная свадьба — 6-летие совместной жизни.
Цинковая свадьба — отмечается через шесть с половиной лет и доносит до нас мудрость, передаваемую из поколения в поколение: что на брак, как на оцинкованную посуду, нужно время от времени наводить глянец, периодически начищать до блеска.
Медная свадьба — празднуется через семь лет. Супруги обмениваются медными монетами в залог будущего счастья.
Жестяная свадьба — 8 лет. В этот день дарят блестящие домашние предметы, например, формы для кексов. Реже встречается такое название этой годовщины, как Кроватная свадьба. На годовщину принято покупать новую кровать — символ обновления домашнего очага.
Фаянсовая свадьба — 9 лет супружества. На годовщину дарятся фаянсовая посуда, изделия из хрусталя.
Оловянная свадьба (розовая) — десятилетний юбилей свадьбы. В этот день приглашаются в гости лица, бывшие на свадьбе шаферами и подружками. Олово — символ пластичности, мягкости и одновременно прочности. Дарят изделия из олова (рюмки, фигурки). Танцуют с красными розами. Муж дарит жене 11 роз: 10 красных — как символ любви и 1 белую — как символ надежды на следующее десятилетие.
Стальная свадьба — 11 лет совместной жизни. Принято дарить подарки из стали, а также различные электроинструменты.
Никелевая свадьба — 12,5 лет брачной жизни.
Ландышевая (кружевная) свадьба — 13 лет
Агатовая свадьба — 14 лет брачной жизни. Дарят украшения или подарки из агата.
Стеклянная (хрустальная) свадьба — через 15 лет дарят стеклянные предметы в знак того, что отношения между супругами должны быть чистыми, как стёклышко.
Бирюзовая свадьба — 18-я годовщина свадьбы.
Фарфоровая свадьба — 20 лет. Праздничный стол сервируется новым фарфоровым сервизом в знак того, что от старых сервизов не осталось и следа.
Опаловая свадьба — 21 год
Бронзовая свадьба — 22 года
Берилловая свадьба — 23 года
Атласная свадьба — 24 года.
Серебряная свадьба — 25 лет. Первый из свадебных юбилеев, который отмечается широко. На него, как правило, дарят серебряные вещи; в частности, супруги дарят друг другу серебряные кольца.
Жемчужная свадьба — 30 лет совместной жизни. Годовщина свадьбы 30 лет похожа на жемчужное ожерелье: все прожитые годы нанизываются друг на друга. В основном люди ассоциируют жемчуг с белым цветом, хотя в природе очень много оттенков, например: зелёный жемчуг является символом надежды, голубой — мечты, красный — страсти, белый для девушки — это символ фаты.
Коралловая свадьба — 35 лет. Ассоциируется с камнем — рубином.
Алюминиевая свадьба — 37,5 лет — говорит о долгом и прочном счастье супружеской пары.
Ртутная свадьба — 38 лет
Рубиновая свадьба — 40 лет.
Сапфировая свадьба — 45 лет со дня бракосочетания. В день 45-й годовщины принято обмениваться ювелирными украшениями (кольцами), инкрустированными сапфирами.
Золотая свадьба — 50 лет. Золото олицетворяет что-то, достигнутое нелёгким трудом. Люди, прожившие вместе полвека, доказали взаимную любовь, уважение, доверие и преданность. В знак этих тёплых чувств в день золотой свадьбы супруги обмениваются золотыми украшениями, а старые отдают внукам как семейную реликвию. Пятидесятилетний юбилей следует отмечать в кругу родственников, которые в свою очередь дарят супругам золотые изделия, украшения или просто вещи с позолотой.
Изумрудная свадьба — 55 лет.
Бриллиантовая свадьба — 60 лет. Означает, что ничто уже не может расторгнуть этот брак, кроме смерти.
Железная свадьба — 65 лет брачной жизни.
Кремниевая свадьба — 67,5 лет совместной жизни.
Благодатная свадьба — 70 лет совместной жизни.
Коронная свадьба — 75 лет совместной жизни.
Дубовая свадьба — 80 лет совместной жизни.
Гранитная свадьба — 90 лет совместной жизни. Единственная пара, отпраздновавшая эту дату — Карам и Катари Чанд из Индии. Они узаконили отношения в 1926 году и были женаты до самой смерти Карама в 2016 году.
Платиновая (красная) свадьба — 100 лет совместной жизни.

## Особенности празднования годовщины свадьбы в разных странах

### Великобритания
В странах Соединенного королевства Великобритании можно получить персональное поздравление от монарха на 50-ю годовщину свадьбы и далее, через каждые пять лет . Начиная с 1917 года монарх собственноручно подписывает поздравительные открытки для юбиляров, которые приходят в специальном конверте, но по обычной почте. Для того чтобы внести юбиляров в список для поздравления, родственники или знакомые пары должны написать соответствующее заявление в Букингемский дворец.

### США
Начиная с 1950-х годов в США действует «Список годовщин». В его основу легли не символы свадьбы, а названия предпочтительных подарков на тот или иной юбилей.

### Россия
В России обряды годовщины свадьбы привязываются к названию или символу юбилея.
Юбилейные годовщины свадьбы стали отмечать с конца XIX века. Более масштабное распространение этой традиции приходится на конец 1980-х годов. В эпоху СССР юбиляров 25-й, 50-й, 65-й годовщины свадьбы чествовали в отделах ЗАГС. В данный момент, по желанию супругов, можно провести подобную же церемонию практически в любом Дворце бракосочетания. Однако существует несколько достаточно древних церемоний, таких как «завязывание платка» на «ситцевую свадьбу» или «семейный саженец» на «деревянную свадьбу», которые проводились ещё в XIX веке .

## Церемония празднования годовщины свадьбы
Годовщина свадьбы отмечается в виде урезанной церемонии настоящей свадьбы: встреча гостей, вручение подарков, свадебный пир, поздравления, конкурсы и обряды.
Как правило, обстановка на праздновании тесно связана с символом годовщины. Пятилетие со дня свадьбы — «деревянная свадьба» — отмечается на природе или в ресторане с национальной кухней, «жемчужная свадьба» (30-летие) — у водоёма. «Золотая свадьба» должна проводиться в точности по тому же сценарию, что и за полвека до этого.

### Подарки на годовщину свадьбы
Супругам дарят изделия из того материала, который символизирует годовщину свадьбы. Это могут быть украшения, бытовые принадлежности, предметы интерьера и так далее. В некоторых случаях подарки выбирают исходя из ассоциативного ряда с символом годовщины свадьбы. На «чугунную свадьбу», символизирующую не только сам металл, но и домашний уют, можно подарить бытовую технику для уборки. Подарки на «агатовую свадьбу» могут иметь религиозный подтекст.